# Maisoncelles (Sarthe)
Maisoncelles ist eine französische Gemeinde mit 197 Einwohnern (Stand: 1. Januar 2022) im Département Sarthe in der Region Pays de la Loire. Sie gehört zum Arrondissement Mamers und zum Kanton Saint-Calais (bis 2015: Kanton Bouloire). Die Einwohner werden Maisoncellois genannt.

## Geographie
Maisoncelles liegt etwa 31 Kilometer ostsüdöstlich von Le Mans. Umgeben wird Maisoncelles von den Nachbargemeinden Bouloire im Norden, Écorpain im Osten, Val d’Étangson mit Évaillé im Südosten, Tresson im Süden sowie Val-de-la-Hune im Westen.

## Bevölkerungsentwicklung
| Jahr                      | 1962 | 1968 | 1975 | 1982 | 1990 | 1999 | 2006 | 2013 |
| Einwohner                 | 290  | 242  | 200  | 204  | 177  | 204  | 199  | 185  |
| Quelle: Cassini und INSEE |      |      |      |      |      |      |      |      |

## Sehenswürdigkeiten
- Kirche Notre-Dame-de-la-Visitation

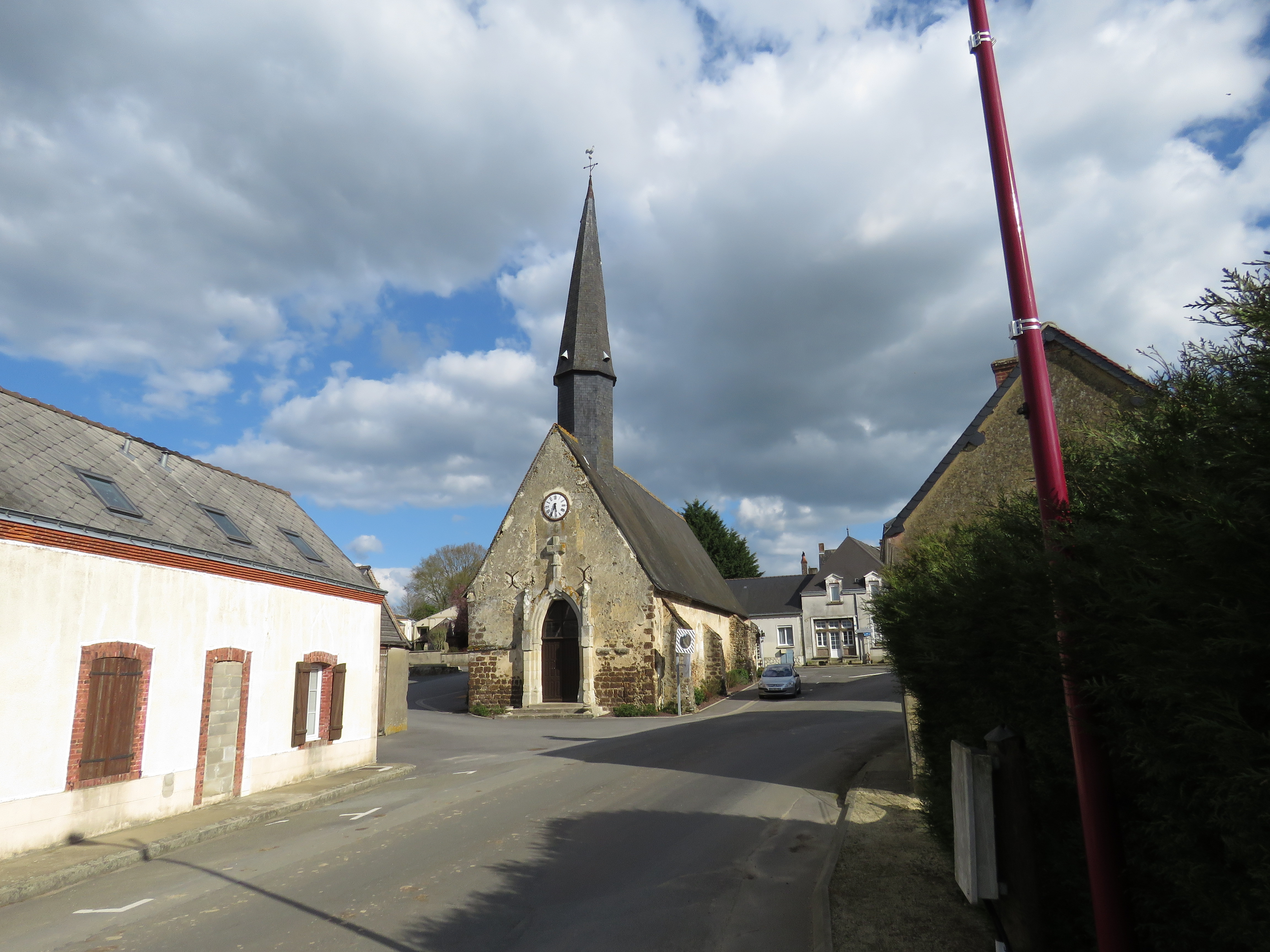
Kirche Notre-Dame-de-la-Visitation